# Dokumentation
Dokumentation är en samling dokument som beskriver ett föremål (till exempel en elektronisk apparat, där en instruktionsbok kan ingå i dokumentationen) eller en situation (till exempel en resa, där dokumentationen kan utgöra en reseskildring). Inom förskolan använder man sig av pedagogisk dokumentation, ett sätt att följa, utveckla och utvärdera verksamheten. 
Dokumentering är skapandet av sådana dokument.